# Marcos 4

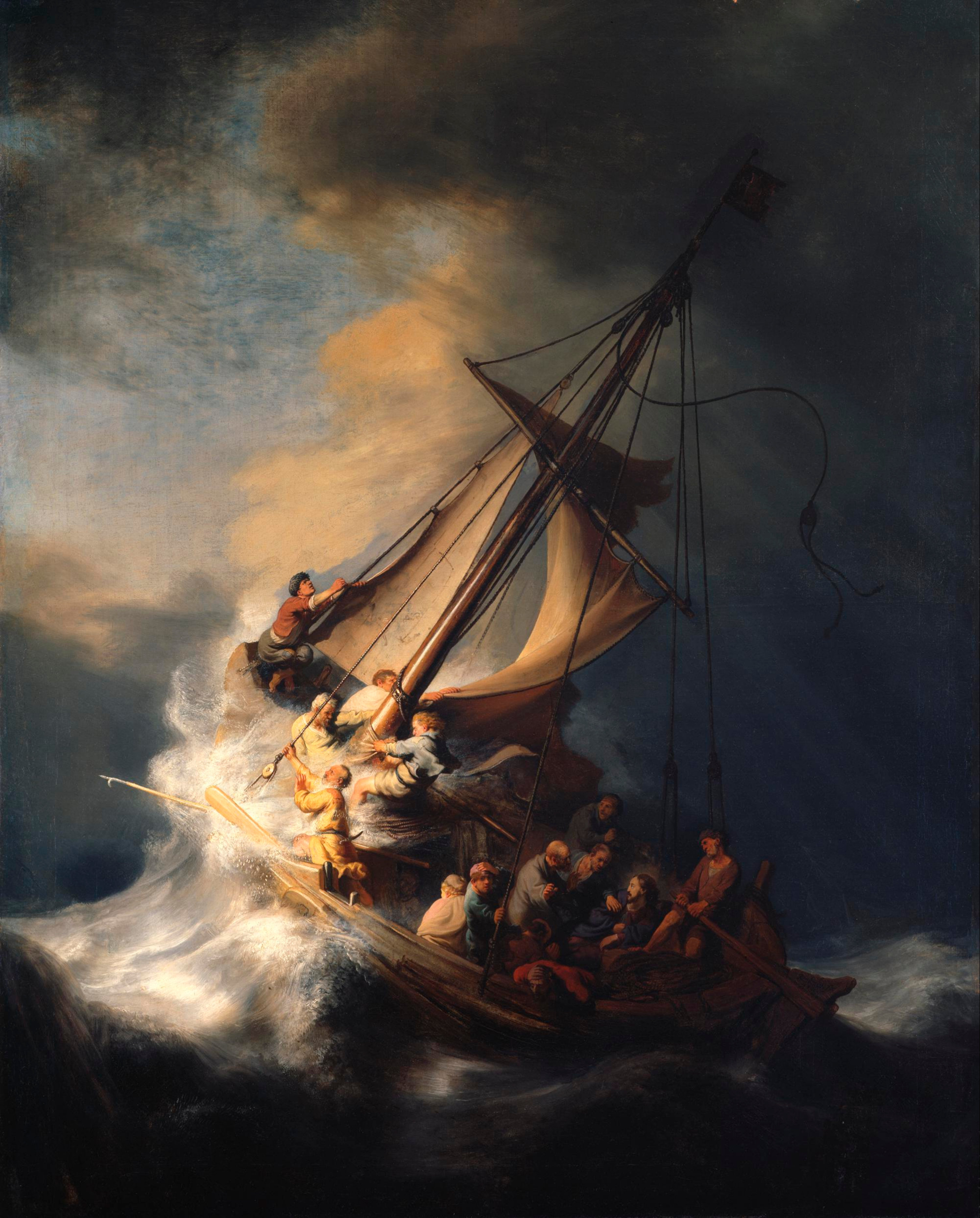
Jesus acalmando a tempestade no Mar da Galileia, provavelmente o mais conhecido episódio de Marcos 4.
1633. Por Rembrandt, roubado em 1990 do Isabella Stewart Gardner Museum, em Boston, e não recuperado.

Marcos 4 é o quarto capítulo do Evangelho de Marcos no Novo Testamento da Bíblia. Na forma de parábolas, Jesus continua seu ministério na Galileia. Neste capítulo estão a Parábola do Semeador e a Parábola do Grão de Mostarda, ambas com paralelos em Mateus e Lucas, mas também uma outra que só aparece em Marcos, conhecida como "Semente que Cresce em Segredo".

## Parábolas

### Parábola do Semeador

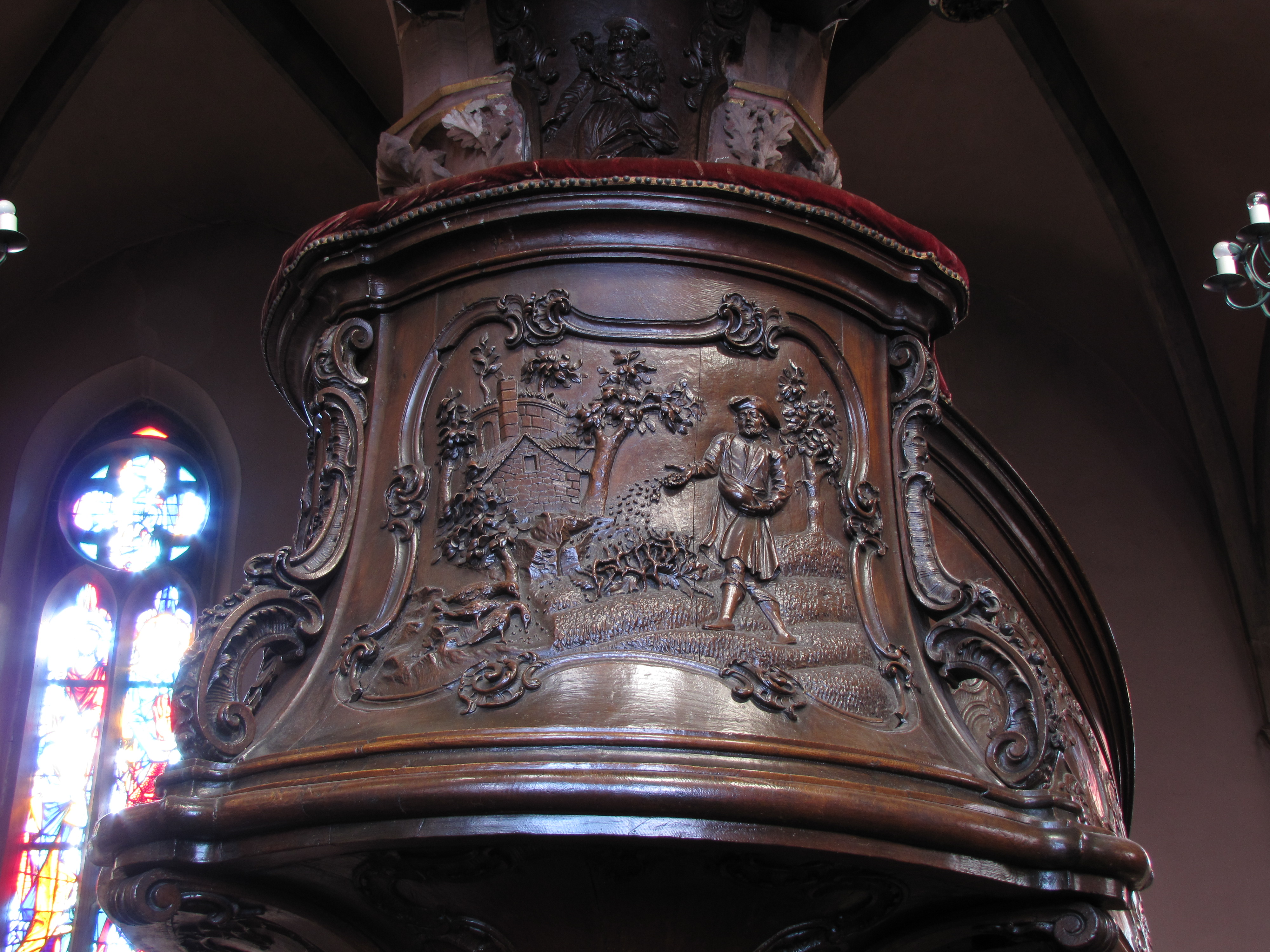
Parábola do Semeador
Sino da Igreja de São Nicolau, em Haguenau, na França.

Jesus volta para "a beira do mar" — presumivelmente o Mar da Galileia — e conta para a multidão algumas de suas parábolas. A primeira que Marcos Evangelista relata é a Parábola do Semeador, na qual Jesus fala de si como o semeador e sua palavra como as sementes que planta. Seus discípulos não compreendem nem por que ele ensina usando parábolas e nem o significado delas neste momento. Marcos então avança no tempo com o relato para quando a multidão já havia se dispersado e Jesus lhes diz: «A vós vos é dado o mistério do reino de Deus; mas aos de fora tudo se lhes propõe em parábolas para que vendo, vejam e não percebam; e ouvindo, ouçam e não entendam, para que não suceda que se convertam e sejam perdoados» (Marcos 4:11–12), uma referência a Isaías 6:9–10. Jesus então os repreende por não o entenderem, explica o que quis dizer e afirma que aqueles que aceitarem sua palavra são os que irão produzir a maior colheita. Este episódio também está em Lucas 8 (Lucas 8:4–15), em Mateus 13 (Mateus 13:1–23) e no apócrifo Evangelho de Tomé, dito 9.

### Luz do Mundo e a medida
Jesus então fala de uma candeia sobre um velador, que não se deve colocá-la escondida, mas deixá-la brilhar. Nas palavras dele, «Pois nada está oculto, senão para ser manifesto; e nada foi escondido, senão para ser divulgado. Se alguém tem ouvidos para ouvir, ouça» (Marcos 4:22–23), sendo esta última sentença uma das frases preferidas de Jesus. Esta parábola aparece também em Lucas 11 e, provavelmente, em Mateus 10 (Mateus 10:26–27).
Em seguida, Jesus profere um de seus famosos ditos:
| “ | «A medida de que usais, dessa usarão convosco; e ainda se vos acrescentará. Pois ao que tem, ser-lhe-á dado; e ao que não tem, até aquilo que tem, ser-lhe-á tirado.» (Marcos 4:24–25) | ” |

Na Nova Versão Internacional, este trecho aparece como "Com a medida com que medirem, vocês serão medidos; e ainda mais lhes acrescentarão. A quem tiver, mais lhe será dado; de quem não tiver, até o que tem lhe será tirado". A segunda sentença aparece também na Parábola dos Talentos (Mateus 25:29, Lucas 19:26), Mateus 13:12, Lucas 8:18 e Tomé 41. A primeira, em Mateus 7:2 e Lucas 6:38.

### Semente e o grão de mostarda
Seguem-se então a "Semente que Cresce Secretamente" e a "Parábola do Grão de Mostarda", ambas apresentando analogias com a natureza e demonstrando que um princípio humilde pode frutificar e render frutos no final, explicando assim a natureza do reino de Deus. Na primeira, Jesus utiliza metáfora de um homem plantando uma semente e esquecendo-se dela até que «depois de o fruto amadurecer, logo lhe mete a foice, porque é chegada a ceifa» (Marcos 4:29). Este trecho aparece parcialmente em Tomé 21. O grão de mostarda, diz Jesus, é como o reino de Deus por que começa como a menor das sementes e ainda assim «cresce e se torna a maior de todas as hortaliças, e deita grandes ramos, de tal modo que as aves do céu podem pousar à sua sombra» (Marcos 4:32). Esta parábola aparece também em Mateus 13 (Mateus 13:31–32), Lucas 13 (Lucas 13:18–19) e Tomé 20.

## Grandes milagres
Deste ponto até o fim do capítulo seguinte, Marcos relata grandes milagres realizados por Jesus, muito mais poderosos do que os relatados até então. A intenção de Marcos era provavelmente demonstrar a grandeza da autoridade de Jesus (em grego: εξουσíα; romaniz.: exousía). Jesus acalmando a tempestade demonstra sua autoridade sobre a natureza. Ao expulsar uma legião de demônios, demonstra seu poder de expulsar não apenas um, mas vários demônios dos doentes. No clímax destes relatos, Jesus não apenas cura os doentes, mas ressuscita uma garota morta (em Marcos 5).

### Tempestade
O capítulo 4 termina com o relato de Jesus acalmando a tempestade no mar. Ao ser acordado quando cruzava o Mar da Galileia num barco com os discípulos pelo vento, Jesus ordena: «Cala-te, emudece!» (Marcos 4:39) Imediatamente o mar se acalma e eles seguem viagem. Um relato similar aparece em Mateus 8 (Mateus 8:23–27) e Lucas 8 (Lucas 8:22–25).